# Esther Guyer
Esther Guyer, nata Esther Andres (Aarau, 12 agosto 1931), è un'architetta svizzera.

## Biografia
Figlia di Max Andres, ingegnere elettrotecnico diplomato al Politecnico federale di Zurigo, e di Margrit Hafner. Ha studiato architettura al Politecnico federale di Zurigo laureandosi nel 1955. Nel 1956 ha sposato Rudolf Guyer, e dal 1956 al 1958 si è perfezionata a Columbus, e poi a New York. Tornata in Svizzera, dal 1959 al 1999 ha diretto con il marito lo studio di architettura Rudolf + Esther Guyer + Partner (H. Keller, A. Ruoss e K. Winzig), le cui poliedriche attività di concorsi e realizzazioni sono documentate in numerose pubblicazioni apparse in varie riviste di architettura e d'arte. Ha inoltre fatto parte di diversi organismi, fra cui la commissione urbanistica della città di Zurigo dal 1968 al 1980, la commissione edile del consiglio centrale delle parrocchie di Zurigo dal 1972 al 1998 e la commissione di belle arti della SBS, oggi UBS, dal 1975 al 1992. Ha fatto parte di giurie ed è stata esperta nell'ambito di svariati concorsi privati e pubblici.